# Wszystko czego chcę od Ciebie
Wszystko czego chcę od Ciebie è il primo singolo della cantante pop polacca Kasia Cerekwicka estratto dal suo quarto album di studio Fe-Male.

## Classifiche
| Classifica (2010) | Posizione massima |
| ----------------- | ----------------- |
| Polonia           | 10                |
| Europa            | 136               |